# Promises (Eric Clapton)
Promises è un singolo del cantautore britannico Eric Clapton, pubblicato nel 1978 ed estratto dall'album Backless.

## Tracce
- 7"

1. Backless
2. Watch Out for Lucy

## Classifiche
| Classifica (1978-79) | Posizione raggiunta |
| -------------------- | ------------------- |
| Regno Unito          | 37                  |
| Stati Uniti          | 9                   |